# Agència Balear de l'Aigua i de la Qualitat Ambiental
L'Agència Balear de l'Aigua i de la Qualitat Ambiental (també coneguda com a ABAQUA) és un organisme autònom del Govern de les Illes Balears, adscrit a la Conselleria de Medi Ambient, que gestiona les infraestructures hidràuliques de l'arxipèlag.
Fou instituïda per la disposició addicional segona de la Llei 8/2004, de 23 de desembre, de mesures tributàries, administratives i de funció pública, en substitució de les empreses públiques IBASAN (Institut Balear de Sanejament) i IBAEN (Institut Balear de l'Aigua i l'Energia), que es varen extingir i cediren els seus drets i béns a la nova entitat.

## Funcions
- La promoció, construcció, explotació i manteniment de les infraestructures hidràuliques, incloses les instal·lacions i serveis connexos, de captació, conducció, potabilització i distribució d'aigües, per a qualsevol ús, tant superficials com subterrànies; les actuacions, obres i instal·lacions de sanejament i depuració d'aigües residuals; la conservació i millora del domini públic hidràulic, així com l'adquisició i millora del patrimoni hidràulic de les Illes Balears; i en general, qualsevol tipus d'actuació hidràulica, incloses les obres, instal·lacions, i serveis connexos, que siguin competència del Govern de les Illes Balears.
- Les actuacions, obres o instal·lacions relatives a qualitat ambiental, residus i litoral.
- L'estudi, redacció i proposta d'aprovació de plans i programes relatius a la captació, conducció i distribució d'aigües per a qualsevol ús, així com el sanejament i depuració d'aigües residuals.